# ألف ليلة وليلة (فلم 1964)
ألف ليلة وليلة فيلم دراما مصري من إنتاج العام 1964 من إخراج حسن الإمام. الفيلم من بطولة شادية وفريد شوقي.

## طاقم العمل
- شادية
- فريد شوقي
- ليلى فوزي
- محمود المليجي
- يوسف شعبان
- فاخر فاخر
- زين العشماوي

## وصلات خارجية
- مقالات تستعمل روابط فنية بلا صلة مع ويكي بيانات
- موقع السينما